# Higueruela (kommunhuvudort)
Higueruela är en kommunhuvudort i Spanien.   Den ligger i provinsen Provincia de Albacete och regionen Kastilien-La Mancha, i den sydöstra delen av landet, 250 km sydost om huvudstaden Madrid. Higueruela ligger 1 041 meter över havet och antalet invånare är 1 351.
Terrängen runt Higueruela är platt åt sydväst, men åt nordost är den kuperad. Higueruela ligger uppe på en höjd. Runt Higueruela är det mycket glesbefolkat, med 6 invånare per kvadratkilometer. Närmaste större samhälle är Alpera, 19,6 km öster om Higueruela. Omgivningarna runt Higueruela är i huvudsak ett öppet busklandskap.